# サターン・アイオン
アイオン（ION）は、アメリカ合衆国の自動車メーカー、ゼネラルモーターズにより製造され、サターンブランドにおいて販売されていた4ドアセダン型および2+2ドアクーペ型の小型乗用車である。

## トリム構成
同車はレベル1、レベル2、レベル3の3トリム構成に加え、後期型2+2ドアクーペ型にのみレッドライントリムも設定されていた。
レベル1は4ドアセダン型のみであり、エントリートリムとして位置付けられていた。布製シート、14インチタイヤ&スチールホイール（プラスチック製ホイールカバー付）、手動ウィンドウ&ドアロック、4スピーカーオーディオシステム付AM/FMステレオラジオ（4スピーカー・オーディオ）、ヒーター（エアコンは非標準装備）、エコテック型2,198cc直4 DOHCガソリン、5速MTなどが標準装備されていた。なお、同トリムは後期型では廃止となった。
レベル2は2+2ドアクーペ型であり、2+2ドアクーペ型におけるエントリートリムかつ4ドアセダンの上級トリムとして位置付けられていた。15インチタイヤ&スチールホイール（プラスチック製ホイールカバー付）、エアコン、シングルディスクCDプレーヤー付AM/FMステレオ（後期型にのみAUXオーディオ入力ジャックは標準装備）などが標準装備されていた。
レベル3は4ドアセダン型および2+2ドアクーペ型の両方であり、最上級トリムであった。自動ウィンドウ&ドアロック、キーレスエントリー、16インチタイヤ&アルミ合金ホイール、布製シート、カセットおよびシングルディスクCDプレーヤー付AM/FMステレオ（後にオプション設定、シングルディスクCD/MP3プレーヤー、AUXオーディオ入力ジャック付AM/FMステレオへ変更）などが標準装備されていた。
レッドラインは2+2ドアクーペ型であり、パフォーマンス志向トリムであった。最高出力205hpのレッドライン型1998cc直4 DOHCスーパーチャージドガソリン、専用ボディキット&フロントグリル、専用アルミホイール、専用布製シート、リアスポイラーが標準装備されていた。

## 初代（2002年 - 2007年）

### 2003年MY - 2004年MY

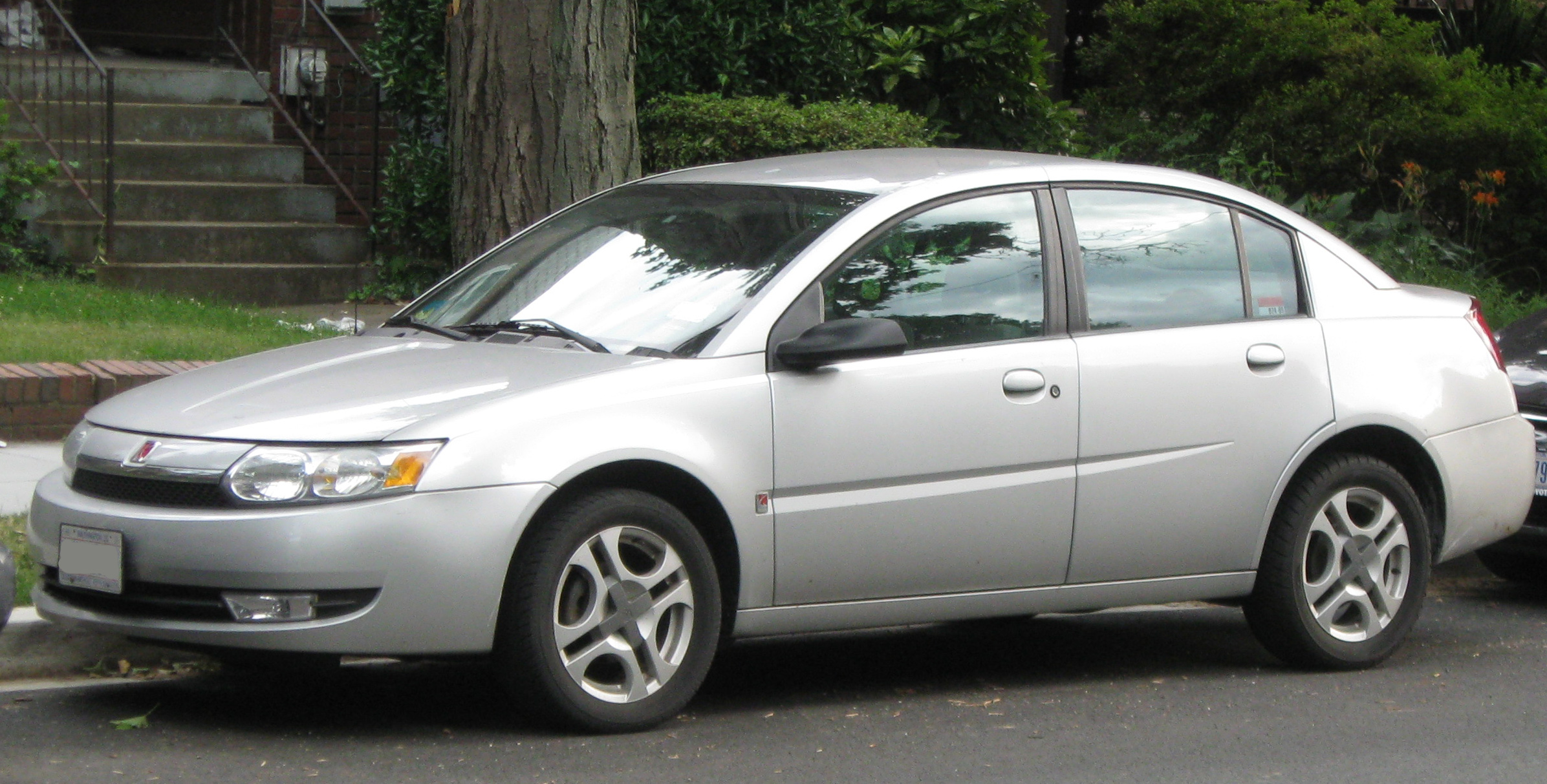
2002年10月初期型 セダン

2002年3月27日 - 4月7日間に開催された第102回ニューヨーク国際自動車ショー2002において初公開され、Sシリーズの後継車種として同年10月31日に2003年MYとして登場した。プラットフォームはデルタプラットフォームを採用。原動機はエコテック型2,198cc直4 DOHCガソリンのみ。ラインナップは当初4ドアセダンのみであり、Sシリーズに存在した5ドアステーションワゴンは廃止された。インストルメントパネルは、ステアリングホイールの奥では無く、ダッシュボードの中央上部に取り付けられた。トリム構成は先述した通り、レベル1、レベル2、レベル3の3トリム構成。そのほかフォグランプ、サンルーフ、リアスポイラーなども追加された。
変速機はゲトラグ製F23型5速MTおよびアイシン製AF23型5速ATの2種。中でもアイシン製AF23型5速ATはオーバードライブが無いため、一般的な4速MT程度の大きさで5速ATを収める事が可能となり、これに伴い加速性能および燃費性能を向上させるクロスレシオを実現すると同時に、プラネタリーギアにより発生する熱および寄生損失を削減した。また、これらは全て『FILL FOR LIFE』であり、同車の寿命が訪れるまでは修理を想定していない。
翌2003年初頭に2+2ドアクーペである『クアッドクーペ』が登場した。2+2ドアクーペはSシリーズ同様、観音開き式が採用されており、4ドアセダンはヒンジ式である。2+2ドアクーペは2003年MYおよび2004年MYは、VTi無段変速機またはゲトラグ製F23型5速MTの2種が設定されていた。
翌2004年に電動パワーステアリングのキャリブレーションが変更され、インテリアの質感が見直され、新たなサウンド・システムが採用された。

### 2005年MY - 2006年MY
2005年にアイシン製5速ATを廃止。2002年から2004年にかけてクアッドクーペに採用されたVTi製CVTも廃止となった。これらの代替としてGM製4速4T45-E型を採用し、唯一のATとなった。2005年モデルのセダンには、2004年モデルのクアッドクーペと同じステアリング・ホイールが採用された。2005年モデルは、ベースモデルであるレベル1のシートのファブリックの改善、高さ調整機能の追加が図られた。2005年には、マルチラミネート遮音技術「クワイエット・スチール」が導入された。外観上の変更点は、グリル開口部を拡大し（2005年モデル - 2007年モデルのセダン）、ホイールカバーのデザインの変更、アルミホイールのデザインの変更などが挙げられる。ボンネット下には、エンジンノイズ低減のため、エンジンベイに遮音エンジンカバーが採用された。
レベル2とレベル3には、MP3再生機能付GM製ラジオが採用された。
2006年には、可変バルブタイミング機構を備える最高出力170ps（127kW）で最大トルク162lb⋅ft（220N･m）の2.4L直列4気筒エコテックがレベル3に搭載された。また、2007年モデルを最後に生産終了となる。

### 2007年MY
最高出力が140hp（104kW）から145hp（108kW）/5600rpmへ、最大トルクは145lb•ft（197N･m) から150lb･ft（203N･m）/4200rpmへ向上。エンジンは2.4Lで、ECUが搭載された。
2.4Lエコテックも同様の改善を受け、最高出力は5ps向上し175ps（130kW）/6500rpm、最大トルクは162lb⋅ft（220N･m）から164lb⋅ft（222N･m）/4800rpmへ向上した。
2007年モデルのレベル3クワッドクーペにはフロントバンパー、およびリアバンパー、サイドモール、楕円形フォグランプ、クロームエキゾーストチップのデザインを変更した「アピアランスパッケージ」が設定された。レッドラインの布製シートはブラックレザーに変更され、パッセンジャーセンサーシステムが装備された。
2007年3月29日を以って2007年モデルで製造終了。翌3月30日に同車の製造が行われていたテネシー州スプリングヒル工場は閉鎖となった。2008年1月2日に後継車種であるベルギーから輸入されたオペル・アストラHのバッジエンジニアリング車であるサターン・アストラが導入された。同車は同工場において製造が行われたサターンブランド最後の乗用車となり、同車のオーナーは同工場において行われた『ホームカミングイベント』に参加した。

### レッドラインエディション
2004年から2007年にかけて、サターンはレッドライン・スポーツ・コンパクトも生産された。このエンジン/パワートレインの組み合わせは、シボレー・コバルトSSスーパーチャージドエディションと共通である。レッドラインエディションは、リアシートへのアクセスを可能とする為のリアクラムシェルドアを含め、標準仕様のクワッドクーペが装備する殆どを備える。

## リコール
2010年以降、アメリカ道路交通安全局は、アイオンのパワーステアリングの不具合により衝突事故が発生しているとして調査を実施していたが、2014年に発生したゼネラルモーターズ大規模リコールにおいて、原因となったイグニッションのほかパワーステアリング機構も対象に含まれたことから調査は終了した。